# ブラックパンダ
ブラックパンダは、イオンのマスコットキャラクターである。

## 概要
2018年11月にブラックフライデーキャンペーンの販売促進キャラクターとして登場した。イオンとイオンスタイル並びにイオンモールの各店舗にて起用されており、同キャンペーン期間中はブラックパンダがデザインされた商品も多数発売されている。
2020年から2021年の間は新型コロナウイルスの流行に伴い、マスクを着用した姿で登場した。2022年は当時放送されていたテレビアニメ『名探偵コナン 犯人の犯沢さん』とコラボレーションしたことから、同作品の主人公である犯沢さんと共演した。
2022年からはブラックフライデー以外の販売促進キャンペーンでも色違いのジャイアントパンダが起用されており、超!春トク祭りで起用されており、ポンポンとメガホンを持っているパンダは「チアパンダ」、超!ナツ夏祭りで起用されており、サングラスと浮き輪を着用しているパンダは「ナツパンダ」とそれぞれ命名されている。